# Adolf Fetsch
Adolf Fetsch (* 5. November 1940 in Wosnessensk, Ukrainische SSR) ist CSU-Politiker, russlanddeutscher Integrationsaktivist sowie Ehrenvorsitzender und ehemaliger Bundesvorsitzender der Landsmannschaft der Deutschen aus Russland.
Fetsch kam 1944 als vierjähriger Flüchtling nach Deutschland. Er war langjähriger Vorsitzender des CSU-Ortsverbandes München-Nord-Am Hart. Den Schwerpunkt seiner politischen Tätigkeit verlegte Fetsch schon früh auf den Vertriebenen- und Aussiedlerbereich. Seit 1994 ist er Vizepräsident des Bundes der Vertriebenen und seit geraumer Zeit Mitglied des Landesvorstandes der Union der Vertriebenen. Adolf Fetsch war über 30 Jahre lang Vorsitzender der Landesgruppe Bayern der Landsmannschaft der Deutschen aus Russland. Er war von 1978 bis 2013 Mitglied im Bundesvorstand, davon von 2003 bis 2013 Bundesvorsitzender. Bei der Bundesdelegiertenversammlung am 27. und 28. April 2013 in Stuttgart wurde Fetsch zum Ehrenvorsitzenden ernannt.

## Ehrungen
- 2013: Verdienstkreuz am Bande der Bundesrepublik Deutschland